# 第39屆香港國際電影節
第39屆香港國際電影節於2015年的3月23日至4月6日舉行。該屆香港國際電影節的焦點影人，是著名導演、監製及演員張艾嘉小姐。

## 放映場地
- 星影匯
- UA Cine Moko
- MCL 德福戲院
- 香港會議展覽中心演講廳 1
- 香港會議展覽中心演講廳 2
- 香港文化中心大劇院
- 香港大會堂劇院
- 香港科學館演講廳
- 香港太空館演講廳
- 香港藝術中心 Agnès b. 電影院
- The Grand Cinema
- UA 太古城中心
- UA iSQUARE

## 電影節目
- 71暴亂夜
- 一千零一克
- 一九八九
- 20 30 40
- 三顆痴痴的心
- 蠱惑決勝分
- 無限春光在爆seed
- 滿洲里來的人
- 仲夏幻想曲
- 鴿子在樹上反思存在意義
- 瑞典愛情故事
- 少年＊小趙
- 製造死亡天使
- 最佳拍檔
- 二度女星 Go Go Go
- 押奴記
- 生之欲
- 喪戀
- 雪之丞變化
- 尋羊的複製人
- 蘇維埃的美麗任務
- 蘋果核戰：Alpha
- 圍牆倒下時
- 照見
- 原子心媽媽
- 八月風
- 前衛短片專輯 (一)
- 前衛短片專輯 (二)
- 過度發展的回憶
- 美好2015
- 我們伵
- 大爸爸小爸爸及其他
- 我是一隻小小鳥
- 臭皮囊
- 無國界小王子
- 原住民的異鄉
- 天使的茶几
- 朱古麗葉
- 炎上
- 孤島桃源
- 廢青同盟
- 光明磊落的一天
- 我殺故我在
- 寵物女探偵
- 基格的暗黑國度
- 娘‧妻‧母
- 親愛的
- 愛森斯坦萬萬歲
- 爸爸的隆冬
- 馬尼拉風月寶鑑
- 吾友法斯賓達
- 一個人的神曲
- 野火
- 浮雲
- 愛情中的不可抗力 (前名：男兒免責)
- 色𠝹
- 地久天長
- 鮮浪潮得獎作品選
- 從卡里加利到希特拉
- 莫忘初衷
- 猶太式離婚
- 海邊的基利亞
- 媽咪早抖
- 詩人復仇記
- 春子超常現象研究所
- 又毒又愛
- 弟弟
- 馬．錢
- 夏灣拿有間大酒店
- 非人熱線
- 戀戀棋盤
- 奪命保險金（暫名）
- 革命……其後
- 我要見經理
- 地窖天堂
- 車拼
- 火山少女
- 茉莉劫
- 巧黑
- 汾陽小子賈樟柯
- K
- 歌舞伎町24小時時鐘酒店
- 激戰之羊
- 一個人的武林
- 雕欄玉砌應猶在
- 大話迷宮
- 山中傳奇
- 戇神探與小昆昆
- 人生也許
- 迷失在波斯尼亞
- 佔領廣場
- 尋愛
- 墮落星圖
- 麥兜．我和我媽媽
- 石頭不會忘記
- 偽娘捉鬼記
- 真相販子
- 念念
- 我城
- 最想念的季節
- 我的不敗姊妹
- 爭氣
- 三里塚：邊田部落
- 三里塚：第二寨之人
- 國家美術館
- 駱駝的天空
- 愚父怨母神經槍
- 少女哪吒
- 義薄雲天
- 一個人自由野
- 竊聽風雲 3
- 德州巴黎
- 舞吧！夜遊天使
- 最愛
- 保羅奇立遜選輯(一)
- 保羅奇立遜選輯(二)
- 火鳳凰
- 零距離殺機
- 踏血尋梅（導演版）
- 大愛．同行
- 藍寶石公主
- 海月姬
- 廟街皇后
- 青少年哪吒
- 冰上最強
- 飯
- 愛的化妝
- 家在水草豐茂的地方
- 羅伊安德遜短片集
- 一個好爸爸
- 雛妓
- 亂雲
- 上海之夜
- 國際短片競賽節目(一)
- 國際短片競賽節目(二)
- 國際短片競賽節目(三)
- 國際短片競賽節目(四)
- 血腥愛巢
- 少女小漁
- 百鳥朝鳯
- 海洋之歌
- 朝鮮之歌
- 二樓傳來的歌聲
- 酸甜
- 不死明星夢
- 苦路上的女孩
- 日本解放戰線：三里塚之夏
- 太陽・不遠
- 還我女兒身
- 德黑蘭人間傳奇
- 的士笑看人生 (前名：的士司機巴納希 / 的士百態)
- 心動
- 醉，生夢死
- 海灘的一天
- 書中方一頁，世上五十年
- 殺佛美少年
- 白髮魔女傳
- 卡里加利博士
- 女僕與女王
- 心迷宮
- 紅塵百劫
- 空山鳥啁啁
- 闇鬥士幽靈谷
- 公爵蝶戀花
- 安樂死派對
- 非請勿進
- 黃金時代
- 殿堂內望
- 愛詩誘罪
- 上海小姐
- 末代皇帝溥儀 3D
- 老師作反
- 沉默的眼睛
- 革命黑路
- 那時．此刻
- 金錢綜合症
- 車房佬中空寶
- 女朋友的女朋友
- 十年一覺維新夢
- 郵差的白夜
- 總統大人着草了
- 大地之鹽
- 智取威虎山 3D
- 魔宮艷舞
- 性本無言
- 失魂谷
- 蘇古諾夫七日譚
- 聽水的聲音
- 活在三里塚
- 天才少年的奇妙旅程
- 沙漠小野狼
- 各有國教
- 在世界盡頭喚自由
- 今天無悔
- 東京世運會
- 愛很硬
- 衝鋒車
- 雪原七思
- 穿越消失點
- 柏林驚魂夜
- 沒肚臍的女兒
- 聖堂魅影
- 直撃殭屍屋
- 狼女傳說
- 狗眼看人間
- 野父痴兒
- 世界動畫精選
- 成人動畫精選
- 人啊，你為甚麼
- 音樂家周藍萍

## 外部連結
- 香港國際電影節協會